# Max Shachtman
Max Shachtman (Archivo de audio "pron" no encontrado) (10 de septiembre de 1904 - 4 de noviembre de 1972) fue un teórico marxista estadounidense. Pasó de ser un seguidor de León Trotski a ser un socialdemócrata y mentor del presidente de la AFL-CIO, George Meany.

## Comienzos
Shachtman nació en el seno de una familia judía en Varsovia, Polonia, que en ese momento era parte del Imperio Ruso. Emigró, junto con su familia, a Nueva York en 1905. 
A una edad temprana, se interesó en el marxismo y simpatizó con ala radical del Partido Socialista de Estados Unidos. Habiendo abandonado los estudios en el City College de Nueva York, se unió en 1921 al Workers' Council de los Estados Unidos, una organización comunista liderada por J. B. Salutski y Alexander Trachtenberg que criticaba ferozmente la forma organizativa clandestina del Partido Comunista estadounidense. A finales de diciembre de 1921, el Partico Comunista lanzó un "partido político legal, el Workers Party of America, del cual formó parte el Workers' Council. De este modo, Shachtman se unió al movimiento comunista oficial, al disolverse el Worker's Council en la fusión. 
Shachtman fue persuadido por Martin Abern de mudarse a Chicago para convertirse en organizador de la organización juvenil comunista y editar el periódico Young Worker. Después de unirse al Partido Comunista, avanzó y se convirtió en un miembro alterno del Comité Central. Editó Labor Defender, un periódico de la International Labor Defense, al que convirtió la primera publicación con fotografías de la izquierda estadounidense. Como editor del Labor Defender, luchó por salvar a los anarquistas Nicola Sacco y Bartolomeo Vanzetti de la ejecución, hablando en reuniones callejeras disueltas una y otra vez por la policía. 
Durante la mayor parte de su tiempo en el Partido Comunista, Shachtman, junto con Abern, se asociaron con un grupo liderado por James P. Cannon. Con un rol central en el partido desde 1923 y 1925, pero hechos a un lado por la influencia de la Internacional Comunista, los miembros del grupo de Cannon pasaron a las filas del trotskismo en 1928.

## Dirigente trotskista
Shachtman, Cannon y Abern fueron expulsados del Partido Comunista en octubre de 1928, cuando Stalin tomó el control de la Comintern. Los tres, junto a un puñado de militantes, formaron un grupo alrededor de un periódico llamado The Militant. Al ganar más partidarios, incluyendo un importante grupo de sindicalistas de Minneapolis, el grupo formó prontamente la Liga Comunista de América (Communist League of America, CLA), de orientación trotskista. Como afirma Tim Wohlforth, Shachtman destacaba ya como un intelectual y un periodista talentoso: The Militant nombraba a Shachtman como su editor en jefe. Shachtman tomó una serie de trabajos como periodista que le otorgaron el tiempo y los recursos para poner a los trotskistas estadounidenses en contacto con otros de sus mismas ideas. La CLA le encomendó, a menudo, el contacto y la correspondencia con los trotskistas de otros países. Mientras se encontraba de vacaciones en Europa en 1930, fue a visitar a Trotski a la isla de Prinkipo (Turquía), siendo el primer estadounidense en verlo en persona. Asistió a la primera conferencia europea de la Oposición de Izquierda Internacional en abril de 1930 y representó a la CLA en el Bureau Internacional de esa organización. 
La relación de trabajo de Shachtman con Abern se fortaleció en 1929 y 1930. Invitaron a Albert Glotzer, un viejo amigo y colega político de Shachtman en la organización juvenil comunista, a trabajar con ellos. 
Las habilidades periodísticas y lingüísticas de Shachtman le permitieron convertirse en un exitoso divulgador y traductor del trabajo de Trotski y ayudar en la fundación y la gestión de la editorial de los trotskistas, Pioner Press. Era conocido por el uso liberal del humor y el sarcasmo en sus discursos polémicos. Una división del trabajo se desarrolló dentro de la CLA, en la cual Cannon dirigía la organización mientras Shachtman estaba a cargo de las publicaciones y las relaciones internacionales. 

## Diferencias con Cannon y con Trotski
Las fricciones entre Shachtman y Cannon, en particular alrededor del trabajo de Shachtman como representante de la Liga en Europa, estallaron en una lucha fraccional en 1932. Trotski y otros dirigentes de la Oposición de Izquierda Internacional se quejaron ante la CLA de que Shachtman había intervenido en su contra entre los débiles afiliados europeos de la Oposición. 
Estás tensiones fueron ampliadas por las diferencias sociales dentro de la dirección: los viejos sindicalistas apoyaron a Cannon; Shachtman y su aliados Abern, Albert Glotzer y Maurice Spector eran jóvenes intelectuales. Stanton y Tabor explican que el modesto progreso de la CLA también incrementó la frustración entre las fracciones. Durante este periodo, Cannon experimentó una temporada de depresión, durante el cual Abern se desenvolvió como secretario de organización de la Liga, mientras que Shachtman trabajo en The Militant. En un escrito de 1936, Shachtman critica el hábito de Abern de alimentar camarillas de amigos y partidarios, brindándoles información interna sobre los debates en la dirección de la organización. La History de Wohlforth informa de una batalla fraccional cuando regresó Cannon, en la cual la rama de Minneapolis respaldó con éxito la vuelta de Cannon a la dirección contra Abern y Shachtman. Las memorias de Glotzer mencionan la edad como un factor: Cannon y otros dirigentes eran mayores que Shaachtman, Abern, Maurice Spector y él mismo. La pelea terminó solamente con una fuerte intervención de la Oposición de Izquierda Internacional en 1933. Aunque el alineamiento de los oponentes anticipaba la ruptura de Shachtman con la corriente trotskista principal, los años entre 1933 y 1938 vieron la cooperación restablecerse entre Cannon y Shachtman.  
En 1933, en un documento interno titulado "El comunismo y la cuestión negra", Shachtman discutió la visión de Trotski de que la autodeterminación negra era una demanda transicional para reclutar trabajadores negros en los Estados Unidos para el programa socialista, una posición que fue más adelante desarrollada por C. L. R. James. Sus posiciones, publicadas en 2003 por Verso como "Raza y Revolución", se afirmaban en la doctrina del integracionismo revolucionario dentro del movimiento marxista estadounidense, que luego sería más desarrollada por Daniel Guérin, Richard S. Fraser y James Robertson.

## La fusión con el Worker's Party
A principios de 1933, Shachtman y Glotzer viajaron a Europa. Mientras estaban en Gran Bretaña se reunieron con Reg Groves y otros miembros de la recién formada Liga Comunista (Communist League) con la cual Shachtman había mantenido correspondencia. Cuando Trotski y su familia se mudaron a Francia en julio de 1933, Shachtman los acompañó en su viaje desde Turquía. 
Los trotskistas expandieron su actividad en el movimiento obrero estadounidense a través de su rol como dirección en la huelga de camioneros de Minneapolis de 1934, la cual devino en una huelga general en la ciudad. Para la victoria de la huelga fue importante su prensa diaria, The Organizer. Aunque Farrell Dobbs aparecía como el editor, Shachtman escribió mucho en él y organizó su producción. El rol de los trotskistas en Minneapolis los acercó al Partido de los Trabajadores Americanos (American Workers Party, AWP) de A. J. Muste, que había jugado un rol similar en la huelga general de Toledo durante el mismo año. 
En 1934, después de que la CLA se fusionó con el AWP para formar el Partido Obrero de los Estados Unidos (Workers Party of the United States), Shachtman comenzó a editar el nuevo periódico teórico del partido, New International Durante este periodo escribió booklet on the Moscow Trials. En este periodo, escribió un folleto notable sobre los Juicios de Moscú y tradujo la obra de Trotski The Stalin School of Falsification (in 1937) and his Problems of the Chinese Revolution (originally published in 1932).
Cuando el desarrollo del WP fue interrumpido por el rápido crecimiento del Partido Socialista, George Breitman recuerda que Shachtman y Cannon propusieron con éxito que el Workers Party debía disolverse, de modo tal que sus miembros pudieran ganar adeptos para el trotskismo dentro del Partido Socialista. 

## La Cuarta Internacional
Después de que los trotskistas fueron expulsados del PS en 1937, Shachtman se convirtió en dirigente de su nueva organización, el Socialist Workers Party (SWP). Shachtman dio el informe de la situación política en la convención de 1938 del SWP. El SWP incluía a socialistas como James Burnham que no venía de la tradición trotskista, sino del partido de A. J. Muste. En el congreso fundacional del SWP, Burnham propuso que la URSS ya no era un Estado obrero degenerado. Shachtman habló en nombre de la mayoría al afirmar de que continuaba siendo un Estado obrero y le dio a la discusión la importancia necesaria como para realizar un voto por nómina sobre la resolución. En marzo de 1938, Shachtman y Cannon formaron parte de la delegación enviada a México D.F. para discutir el borrador del Programa de Transición de la Cuarta Internacional con Trotski. Más tarde brindarían una serie de clases juntos en Nueva York sobre el documento. 
Shachtman entró en estrecho contacto con otros intelectuales de izquierda dentro o alrededor del SWP, incluyendo a James Burnham, Dwight Macdonald y el grupo alrededor de Partisan Review. Shachtman se convirtió en punto de encuentro en el medio intelectual de Nueva York. 
En el mismo periodo, Shachtman trabajó con Trotski en asuntos internacionales, arreglando la mudanza de Trotski desde Noruega a México y jugando un importante rol en varias conferencias trotskistas a las que Trotski no pudo asistir. Cuando se reunió el primer congreso de la Cuarta Internacional en una casa en las afueras de París en 1938, Shachtman lideró su comité de presidencia.

## Ruptura con Trotski
En 1938, Shachtman sorprendió a Trotski al publicar un artículo en New International en el cual James Burnham declaraba su oposición al materialismo dialéctico, la filosofía del marxismo. Aunque Trotski tranquilizó a Shachtman, "No niego en lo más mínimo la utilidad de artículo que Ud. y Burnham escribieron"," el asunto sería revivido pronto, cuando Trotski y Shachtman chocaran al estallar la Segunda Guerra Mundial. 
Luego del Pacto Mólotov-Ribbentrop (23 de agosto de 1939), un tratado de no agresión entre la Alemania nazi y la Unión Soviética, la invasión conjunta de Polonia (1° al 6 de septiembre de 1939) tuvo por resultado la ocupación germana y soviética de país. Dentro del partido, Shachtman y Burhnham argumentaron que el SWP debía dejar de lado su posición tradicional de defensa incondicional de la URSS en guerra. Las diferencias se intensificaron con el estallido de la Guerra de Invierno (30 de noviembre de 1939 - 12 de marzo de 1940), cuando la URSS invadió Finlandia. Shachtman y sus aliados rompieron con Cannon y la mayoría de la dirección del SWP, la cual, junto con Trotski, continuó sosteniendo la defensa crítica incondicional de la URSS. 
Una agria disputa comenzó en el SWP. La discusión contra la posición de Shachtman y Burnham se refleja en libros de Cannon y Trotski. Trotski fue particularmente crítico del rol de Shachtman como miembro del Comité Ejecutivo Internacional de la Cuarta Internacional. Al comienzo de la Segunda Guerra Mundial, la Cuarta Internacional fue puesta bajo el control de un comité residente formado por los miembros del Comité Ejecutivo Internacional que estaban en la ciudad de Nueva York. La tendencia de Shachtman tenía la mayoría de este comité. Trotski y otros criticaron a Shachtman por fracasar al convocar el comité o por usar su autoridad para reducir las tensiones que se desarrollaban en el SWP. 
A un año del comienzo del debate, una convención especial fue realizada en abril de 1940. Después de ella, cuando Shachtman y sus partidarios en el nuevo Comité Político se negaron a votar una moción que comprometía a cada miembro a acatar las resoluciones de la convención, fueron expulsados del partido. La minoría excluida de SWP representaba el 40% de su militancia y una mayoría de la juventud. Incluso antes de que el Workers Party fuera formalmente fundado, James Burnham renunció a la militancia y renunció al socialismo. Muchos de los que abandonaron el SWP no se unieron al nuevo partido: de acuerdo con George Novack, un miembro de la fracción de Cannon/Trotski, sólo cerca de la mitad lo hicieron.

## Evolución política
Mientras Cannon y sus aliados consideraban a la Unión Soviética como un "Estado obrero degenerado", Shachtman y su partido argumentaban que la burocracia estalinista estaba llevando adelante una política imperialista en Europa del Este. Después de un debate de cuatro aristas en 1940-41 en el nuevo Workers Party entre quienes defendían diferentes teorías, una mayoría concluyó que la burocracia se había convertido en una nueva clase social dirigente en una sociedad que denominaron "colectivismo burocrático".
Junto con el periódico del WP, Labor Action, Shachtman continuó editando New Internacional, la revista trotskista que sus partidarios habían llevado consigo cuando abandonaron el SWP.

## El desarrollo del concepto de "Tercer Campo"
A principios de los 40, Shachtman desarrolló la idea, ya utilizada por los trotskistas en la década del 30, de un "Tercer Campo", una fuerza revolucionaria independiente, constituida por la clase obrera mundial, los movimientos de resistencias al fascismo y los pueblos coloniales en rebelión, que se no alinearía ni con el Eje ni con los Aliados. A comienzos de 1943, predijo que el ejército soviético impondría el estalinismo en Europa de Este y agregó la resistencia democrática al estalinismo a su concepción del Tercer Campo. Hacia 1948, Shachtman consideraba que tanto el capitalismo como el estalinismo era impedimentos para el socialismo. Sin embargo, su ideología en esta época era diferente de su concepción posterior de que el comunismo soviético era el mayor obstáculo. Las posiciones de Shachtman fueron detalladas en un famoso debate con el dirigente comunista Earl Browder durante este periodo. 
El Workers Party de Shachtman se volvió activo en las luchas sindicales. Aunque su influencia en el movimiento obrero continuó siendo limitada, jugó un rol central en la lucha contra el compromiso de no huelgas durante la guerra en el sindicato United Auto Workers. Shachtman estuvo presente en Grand Rapids para la convención de 1944 del UAW, ayudó a convencer a los militantes de base a mantenerse firme contra el compromiso de no huelgas y se sintió triunfante cuando la mayoría de la convención se opuso al compromiso.
En 1949, el grupo de Shachtman abandonó la designación de "partido" y se convirtió en la Liga Socialista Independiente (Independent Socialist League, ISL). La ISL atrajo a muchos jóvenes intelectuales, incluyendo a Michael Harrington, Irwing Howe, Hal Draper y Julius Jacobson. Shachtman también mantuvo contacto con la viuda de Trotski, Natalia Sedova, quien en general acordaba con sus posiciones en esa época.
Durante la década de 1950, los partidarios de Shachtman en la UAW abandonaron su oposición al presidente Walter Reuther y asumieron cada vez más posiciones administrativas en las oficinas del sindicato. En 1949 apoyaron la purga de los sindicatos ligados al PC del Congress of Industrial Organizations (Congreso de Organizaciones Industriales, CIO). A nivel internacional, abandonaron su identificación con la Cuarta Internacional después de un intento fallido en 1947-48 de reunificarse con el SWP y se alinearon con el ala izquierda del Partido Laborista del Reino Unido, otros partidos europeos socialdemócratas y fuerzas nacionalistas como el partido del Congreso Nacional Indio en países coloniales y antiguas colonias. Shachtman y la ISL abandonaron el leninismo para abrazar una versión del socialismo democrático, declarada marxista. En el mismo periodo, Shachtman dejó a su segunda esposa y abandonó Nueva York, mudándose con su tercera esposa, Yetta, al suburbio Florar Park, en Long Island. 
En 1962, Shachtman publicó "La revolución burocrática: el surgimiento de los Estados stalinistas". El libro compendiaba los pensamientos clave de Shachtman sobre el estalinismo y reelaboraba algunas de sus conclusiones previas. 

## Shachtman en el Partido Socialista
En 1958, la ISL se disolvió para que sus miembros pudieran unirse al Partido Socialista, el cual había perdido una cantidad importante de miembros y contaba ahora con alrededor de mil. Shachtman presionó al PS para que trabajara con el Partido Demócrata con el objetivo de impulsar a los demócratas hacia la izquierda. Esta estrategia fue conocida como "realineamiento". Con la entusiasta participación de los shachtmanistas, el PS tomó un rol activo de los primeros sucesos de la Nueva Izquierda y en el Movimiento por los Derechos Civiles en Estados Unidos. Shachtman desarrolló lazos cercanos y duraderos con Bayard Rustin, un pacifista afroamericano y líder de la lucha por los derechos civiles, e ideó el nombre para el Freedom Budget de 1966 que Rustin desarrolló como director del A. Philip Randolph Institute. Por el contrario, los lazos iniciales de Shachtman con los jóvenes dirigentes del Comité Coordinador de Estudiantes No-violentos (Student Nonviolent Coordinating Committe) se desgastaron después de la Convención Demócrata de 1964, cuando él y sus aliados respaldaron la decisión de la administración Johnson de admitir sólo a dos delegados del Partido Demócrata de la Libertad de Mississippi (Mississippi Freedom Democratic Party).
Durante este periodo, Shachtman comenzó la investigación para un libro sobre la Internacional Comunista. Aunque la obra no fue nunca completada, sus puntos de vista fueron compilados en un documento de trabajo preparado para una conferencia de 1964 del Instituto Hoover en la Universidad de Stanford. Las notas de investigación de Shachtman para ese libro están conservadas en la Biblioteca Taminent.
En 1961, Hal Draper criticó la negativa de Shachtman a condenar la invasión a la Bahía de Cochinos y en 1964 Draper ayudó a formar el grupo Socialistas Internacionales (International Socialists). Shachtman estuvo a favor de acuerdo de paz negociado y no de una retirada unilateral de Estados Unidos de la Guerra de Vietnam.

## Muerte y legado
Max Shachtman murió el 4 de noviembre de 1972 de una falla coronaria. Tenía 68 años. 
Los individuos influenciados por las organizaciones de Shachtman han tenido en común su oposición al estalinismo. Un número de organizaciones políticas han surgido del movimiento trotskista y se han considerado a sí mismas marxistas. Esta amplia tendencia es denominada como "izquierda shachtmanista", pero no incluye a los seguidores de Tony Cliff tales como la Tendencia Socialista Internacional (International Socialist Tendency), puesto que Cliff era muy crítico de toda la vida política de Shachtman y de su trabajo teórico.
Glotzer argumenta que la teoría de Shachtman del colectivismo burocrático ha fundamentado aproximaciones poco ortodoxas en el marxismo hacia la naturaleza de clase de Rusia y los países de Europa del Este.

## Obras

### Escritos originales
- Lenin, Liebknecht, Luxemburg Chicago: Young Workers League 1925
- 1871: the Paris commune Chicago: Daily Worker 1926 (The little red library #8)
- Sacco and Vanzetti, labor's martyrs New York: International Labor Defense 1925
- Ten years: history and principles of the left opposition New York: Pioneer Publishers 1933; subsequent editions titled Genesis of Trotskyism alternate link 1 alternate link 2
- The price of recognition: an exposure of the Soviet agreement with the United States  Sydney?: Workers Party of Australia 1934
- The people’s front: the new panacea of Stalinism s.l.: Workers Party of Australia 1935
- Behind the Moscow trial; the greatest frame-up in history New York: Pioneer Publishers 1936 alternate link
- For a cost-plus wage New York; The Workers party  1943
- The Struggle for the New Course New York: New International Pub. Co. 1943; originally published together with Trotskys The New Course
- Socialism: the hope of humanity New York: New International Pub. Co. 1945
- The Fight For Socialism: the principles and program of the Workers Party New York: New International Pub. Co. 1946
- An open letter to Dean Acheson: "the marine corporal is right" New York: Socialist Youth League, 1952
- Two views of the Cuban invasion (with Hal Draper) Oakland, California, Hal Draper 1961
- The bureaucratic revolution: the rise of the Stalinist state New York: Donald Press, 1962
- Leon Trotsky on labor party: stenographic report of discussion held in 1938 with leaders of the Socialist Workers Party (with others) New York: Bulletin Publications 1968
- "Radicalism in the thirties: the Trotskyist view" in As we saw the thirties: essays on social and political movements of a decade Edited by Rita James Simon. Urbana: University of Illinois Press 1969
- Marxist politics or unprincipled combinationism? internal problems of the Workers Party New York, N.Y.: Prometheus Research Library 2000 (reprint of internal documents from the 1930s)
- Dog days: James P. Cannon vs. Max Shachtman in the Communist League of America 1931-1933 New York, N.Y.: Prometheus Research Library 2002
- Race and revolution (edited by Christopher Phelps) London: Verso 2003

### Traducciones y ediciones
- The strategy of the world revolution (enlace roto disponible en Internet Archive; véase el historial, la primera versión y la última). by Leon Trotsky, New York, Communist League of America 1930 (with introduction)
- Problems of the development of the U.S.S.R.; draft of the thesis of the International left opposition on the Russian question (enlace roto disponible en Internet Archive; véase el historial, la primera versión y la última). by Leon Trotsky, New York, Communist League of America 1931 (with Morris Lewitt)
- Communism and syndicalism; on the trade-union question (enlace roto disponible en Internet Archive; véase el historial, la primera versión y la última). by Leon Trotsky, New York, Communist League of America 1931
- The permanent revolution by Leon Trotsky, New York, Pioneer Publishers 1931
- Distant worlds; the story of a voyage to the planets by Friedrich Wilhelm Mader, New York,  Charles Scribner's Sons 1931
- Problems of the Chinese revolution by Leon Trotsky, New York, Pioneer Publishers 1932 (with introduction)
- The only road by Leon Trotsky, New York, Pioneer Publishers 1933 (with B.J. Field)
- The selected works of Leon Trotsky 2v. (general editor), New York, Pioneer Publishers 1936 -1937
- In defense of the Soviet Union by Leon Trotsky, New York, Pioneer Publishers 1937 (with introduction)
- Destiny of a revolution by Victor Serge, London:National Book Association 1937 (published in America as Russia twenty years after New York, Hillman-Curl, Inc.)
- The Stalin school of falsification by Leon Trotsky, New York, Pioneer Publishers 1937 (introduction and notes only)
- Terrorism and communism: a reply to Karl Kautski by Leon Trotsky, Ann Arbor: University of Michigan Press 1961 (introduction only)